# Johannes Johannis Phœnix
Johannes Johannis Phœnix, född 1631 i Målilla socken, död 6 maj 1704 i Vimmerby, var en svensk präst och riksdagsman.

## Biografi
Phœnix föddes 1631 i Målilla socken. Han var son till kyrkoherden Johannes Benedicti Phœnix. År 1652 blev han student vid Uppsala universitet. Phœnix prästvigdes 13 juli 1656 och blev samma år komminister i Gårdveda församling. Han blev 1667 kyrkoherde i Målilla församling. Phœnix blev 1682 kyrkoherde i Vimmerby församling och kontraktsprost i Tunaläns och Sevede kontrakt. Han avled 1704 i Vimmerby.
År 1682 var han riksdagsman.

### Familj
Phœnix gifte sig första gången med Christina Knutsdotter. Hon var dotter till borgmästaren Knut Månsson och Margareta Eriksdotter Brunsvik i Västerviks stad. De fick tillsammans barnen Alitza (född 1661), Elisabeth (1663-1723), Märta, Johan (1669-1669), Johan (1670-1710), Anna Maria, Birgitta, Erik (död 1724), Knut (död 1732) och Christina (född 1684) 
Phœnix gifte sig andra gången med Anna Elisabeth Brunnerus (1671-1733). Hon var dotter till kyrkoherde Georg Brunnerus och Elisabet Jönsdotter i Ålems socken.